# حرب الاستقلال الأنغولية
حرب الاستقلال الأنغولية (بالبرتغالية: Guerra de Independência de Angola) تُسمى أيضًا الصراع المسلح للتحرر القومي، بدأت بانتفاضة ضد الزراعة القسرية للقطن، ثم تحولت إلى صراع متعدد النطاقات حول سيطرة البرتغال على أنغولا بين ثلاث حركات قومية لنيل الاستقلال والانفصال. انتهت الحرب بإطاحة الانقلاب العسكري اليساري في ليسبون بنظام إستادو نوفو في إبريل  1974، فأوقف النظام كل العمليات العسكرية في المستعمرات الأفريقية، ليعلن عن نيته بضمان الاستقلال دون تأجيل.
يُنظر للصراع في إطار الحروب البرتغالية عبر البحار، والتي شملت حرب استقلال غينيا بيساو وموزمبيق أيضًا.
تُصنف حرب الاستقلال الأنغولية ضمن حروب العصابات التي شنت فيها القوات البرتغالية وقوات الأمن حملة مكافحة العصيان ضد المجموعات المسلحة المنتشرة خلال المناطق المأهولة في الريف الأنغولي. ارتكب الجانبان عددًا من البشاعات خلال الصراع. حققت القوات البرتغالية انتصارًا عسكريًا في النهاية، ووقعت أغلب المنطقة الأنغولية تحت السيطرة البرتغالية قبل ثورة القرنفل في البرتغال.
نشبت الصراعات المسلحة في أنغولا بين الحركات القومية بعد توقف الحرب البرتغالية. انتهت تلك الحرب رسميًا في يناير عام 1975، عندما وقَّع عدد من الأطراف على اتفاقية ألفور، وشملت تلك الأطراف الحكومة البرتغالية والاتحاد الوطني للاستقلال الكلي الأنغولي والحركة الشعبية لتحرير أنغولا والجبهة الوطنية لتحرير أنغولا.

## خلفية المنطقة
وصلت كارفيلات مملكة البرتغال إلى مملكة الكونغو في عام 1482 بقيادة الملاح ديوغو كاو. تبع تلك الكارفيلات عدد من البعثات الأخرى، وتكونت علاقات وثيقة بين المملكتين. وفّر البرتغاليون الأسلحة النارية والتقدم التقني ودينًا جديدًا «المسيحية». ووفّرت مملكة الكونغو في المقابل العبيد والعاج والمعادن.
أسس باولو دياس دي نوفاس مدينة لواندا في عام 1575، باسم ساو باولو دا أسونكاو دي لوندا. احتل نوفاس منطقة من الأرض من خلال مئات من العائلات المستعمرة و400 جندي، وأسسوا مستعمرة منيعة. اعترف التاج البرتغالي بلواندا بمكانة المدينة في عام 1605. أُسست غيرها من المستوطنات الأخرى والموانئ والقلاع وحافظ عليها البرتغاليون. كانت بنغيلا حصنًا منذ 1587، وأصبحت مدينة منذ 1617، وكانت من المستعمرات المهمة التي وقعت تحت الحكم البرتغالي أيضًا.
قوبلت الفترة المبكرة من الغزوات البرتغالية بسلسلة من الحروب والمنازعات على يد الحكام الأفريقيين المحليين، خاصة آنا دي سوزا، الذي قاوم البرتغال بعزيمة. بدأ غزو المنطقة المعروفة بأنغولا حاليًا في القرن التاسع عشر فقط، ولم ينتهِ حتى عشرينيات القرن العشرين.
نالت أنغولا وسائر المستعمرات البرتغالية الأخرى عبر البحار منزلة مقاطعات برتغالية عبر البحار في عام 1834. اعتبر المسؤولون البرتغاليون أنغولا جزءًا جوهريًا من البرتغال بمثابة متروبول (في البرتغال الأوروبية). تغيرت منزلة المقاطعة مؤقتًا بين عامي 1926 إلى 1951، عندما نالت أنغولا لقب «مستعمرة» (مقسمة إداريًا إلى عدد من المقاطعات)، ولكنها عادت في 11 يونيو عام 1951. رفعت المراجعات الدستورية البرتغالية في 1971 من ذاتية المقاطعة، لتصير دولة أنغولا.
لم تتمتع أنغولا بكثافة سكانية عالية. كان لأنغولا تعداد سكاني يُقدر بـ 5 ملايين نسمة، منهم 180 ألف من البيض، و55 ألف من أعراق مختلطة، وسائرهم من السود في عام 1960. كان لأنغولا تعداد سكاني منخفض بالرغم من مساحتها التي تفوق مساحة فرنسا وألمانيا معًا. ارتفع تعداد السكان في سبعينيات القرن الماضي إلى 5.65 مليون نسمة، كان منهم 450 ألف من البيض، و65 ألف من أعراق مختلطة، وسائرهم من السود. كتب عالم السياسة غيرالد بيندر: «...وصلت الجالية البيضاء في أنغولا إلى ما يقارب 335 ألفًا بحلول نهاية عام 1974، أو ما يفوق نصف العدد المعلن عنه بقليل».
ترأّس حكومة مقاطعة أنغولا محافظ عام، بصلاحات تنفيذية وتشريعية، بالتعاون مع وزير المهجر البرتغالي مباشرة. ساعد الحاكم مجلس الوزراء المكون من الأمين العام (الذي عمل نائبًا للمحافظ العام) وغيره من الأمناء على المقاطعات. شمل المجلس التشريعي أعضاء منتخبين ومعينين، وتزايدت مسؤولياته التشريعية تدريجيًا في ستينيات وسبعينيات القرن الماضي. تحول المجلس ليصبح المجلس التشريعي لأنغولا في عام 1972. ثمة مجلس آخر للحكومة، مسؤول عن الاستشارات التشريعية والتنفيذية للمحافظ العام، ومنه منصب المسؤول العام الخبير للمنطقة.
لم يكن للمحافظ العام مسؤوليات عسكرية، بالرغم من مسؤوليته عن الشرطة والأمن الداخلي، وانتقلت المسؤوليات العسكرية إلى القائد الأعلى للقوات المسلحة لأنغولا. قدم القائد الأعلى للقوات المسلحة تقاريره مباشرة إلى وزير الدفاع القومي وقائد الهيئة العامة للقوات المسلحة.
شملت الإدارة المحلية لأنغولا في عام 1961 الآتي من المدن: مقاطعة كابيندا وكونغو ولواندا ومقاطعة كوانزا نورت ومقاطعة كوانزا سول ومقاطعة مالانجي ولواندا ومقاطعة بنغيلا ومقاطعة هوامبو وبيي-كواندو-كوبانغو، وموكسيكو ومقاطعة ناميبي وهويلا. انقسمت مقاطعة الكونغو في عام 1970 إلى مقاطعة زائير ومقاطعة أوجي، وانقسمت مقاطعة بيي-كواندو-كوبانغو إلى مقاطعة بيي ومقاطعة كواندو كوبانغو. أُنشئت مقاطعة كونيني في عام 1970، بالانفصال عن الجزء الجنوبي من مقاطعة هويلا. ترأّس كلًا منهم محافظ للمقاطعة، يساعده مجلس إدارة المقاطعة. تحولت تلك المقاطعات إلى بلديات على الطراز البرتغالي للحكومة المحلية، وانقسمت البلديات إلى أبرشيات مدنية، يدير كلًا منها مجلسٌ محلي. استُبدلت البلديات والأبرشيات المدنية التي لم تشهد تطورًا اجتماعيًا واقتصاديًا كافيًا بدوائر إدارية ومراكز، يحكم كلًا منها مسؤول تعينه الحكومة، وله سلطات إدارية واسعة، يؤدي أدوارًا حكومية محلية وشرطية وصحية واقتصادية وحتى قضائية. ترأس مديرو الدوائر ورؤساء المراكز الإدارية الشرطة المحلية وضباطها الملقبين بـ «الجنود الهنديين». دخلت السلطات المحلية في تلك المناطق ضمن الهيكل الإداري، مثل الملوك الأصليين والحكام وزعماء القبائل، وعملوا وسطاء بين سلطات المقاطعات والشعب الأصلي في المنطقة.

## المتحاربون

### القوات البرتغالية
شملت القوات البرتغالية المشتركة في الصراع القوات المسلحة بصورة أساسية، ولكنها شملت أيضًا قوات حفظ الأمن وقوات عسكرية موازية.

#### القوات المسلحة
شملت القوات المسلحة البرتغالية في أنغولا قوات جوية وبحرية وبرية، تحت القيادة المشتركة للقائد الأعلى للقوات المسلحة لأنغولا. لم يكن ثمة قائد أعلى للقوات المسلحة حتى عام 1961، وأديرت القيادة المشتركة للقوات المسلحة عبر قادة القوات البرية واللواءات مونتيريو ليبوريو (حتى يونيو 1961) وسيلفا فريري (منذ يونيو حتى سبتمبر 1961). ثم تناوب غيرهم من القادة تلك الممارسة منذ ذلك الوقت، ومنهم اللواء فيناشيو ديسلانديس (1961-1962، وعمل محافظًا عامًا أيضًا)، وهولبيشي فينو (1962-1963)، وأندريدي سيلفا (1963-1965)، وسواريس بريرا (1965-1970)، وكوستا غوميز (1970-1972)، ولوز كونها (1972-1974) وفرانكو بينهيرو (1974)، جميعهم من الجيش، باستثناء أحدهم كان من القوات الجوية. عمل القائد الأعلى للقوات المسلحة قائدًا ومنسقًا لمسرح الحرب، ونسق بين القوات والفروع الثلاثة المستقرة في المقاطعة، بفرع خاص يعمل قادته مساعدين للقائد الأعلى. تعزز الدور القتالي للقائد الأعلى وقادته أثناء مسار الصراع على حساب دور قادة الفروع. تأسست المنطقة العسكرية 1 في عام 1968، وكانت مسؤولة عن منطقة ديمبوس المتمردة، تحت إدارة القائد الأعلى، ووُضعت المناطق الأخرى تحت تصرفه المباشر منذ 1970، لتكون المنطقة العسكرية الشرقية منطقة القيادة المشتركة. احتوت القوات المسلحة البرتغالية على 6500 جندي فقط عند نشوب الصراع، وكان منهم 1500 فرد من الأوروبيين (المتروبوليتانيين)، وسائرهم من المحليين. اتسع العدد بنهاية الصراع ليصل إلى 65 ألف مقاتل منهم 57.6% من الأوروبيين، وسائرهم من المحليين.